# Хоторнс
«Хо́торнс» (англ. The Hawthorns) — футбольный стадион в городе Уэст-Бромидж, Англия. Домашний стадион клуба «Вест Бромвич Альбион» с 1900 года. Стал шестым стадионом, который использовал этот клуб. Он стал последним стадионом Футбольной лиги, который был построен в XIX веке. При своей высоте в 168 метров (имеется ввиду высота над уровнем моря) является самым высоким из всех, принадлежащих 92 клубам Премьер-лиги и Футбольной лиги.
В настоящее время вместимость стадиона составляет 26 272 человека.

## Предыдущие стадионы
В течение первых лет клуб «Вест Бромвич Альбион» вёл нечто вроде кочевого существования, играя на пяти различных стадионах в течение в 22 лет. Их первым домом был «Куперс-Хилл», который клуб занимал с 1878 до 1879 год. С 1879 до 1881 они играли в «Дартмут Парк», третьим стадионом стал «Баннс Фелд», также известной как «Бёрчес», где они играли в течение одного сезона 1881/82. С вместимостью 1500—2000 человек он стал их первым стадионом, на котором клуб взимал входную плату. Увеличивающаяся популярность футбола принудила известного крикетного клуба «Дартмут» из Уэст-Бромиджа арендовать их «Альбиону» с 1882 до 1885 год, но они быстро «переросли» свой новый дом и нуждались в новом продвижении. Срок пребывания «Альбиона» на «Стони-Лейн», с 1885 до 1900 года был, возможно, самым успешным периодом в истории клуба, поскольку клуб дважды выиграл Кубок Англии и три раза был финалистом.

## История

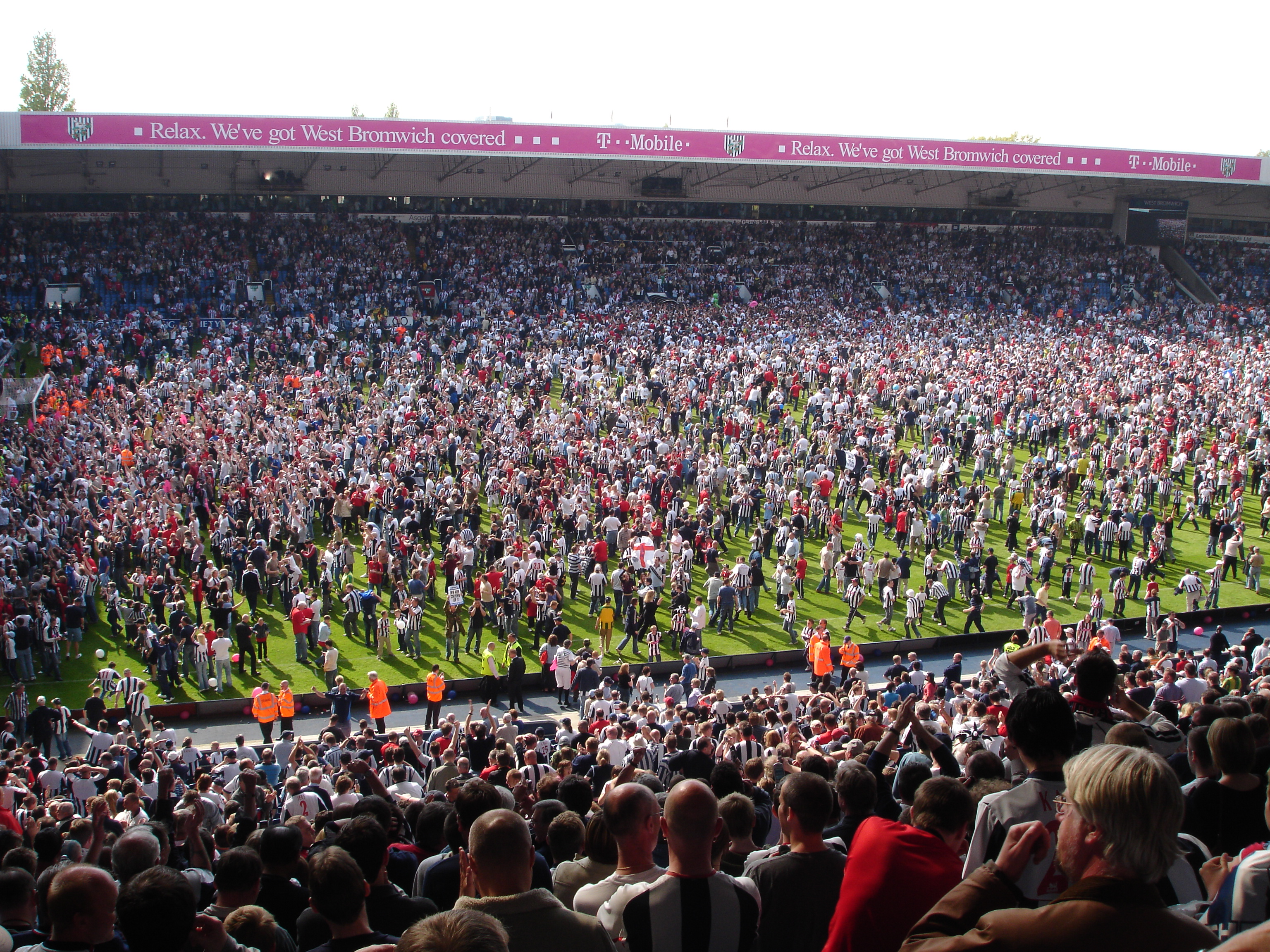
Болельщики выбежали на поле после того, как «Альбион» избежал вылета из Премьер-лиги в 2005 году

Истечение арендного договора на «Стони-Лейн», так же как и желание клуба найти более просторное местоположения, вынудило их переехать на новый стадион в 1900 году, на сей раз надолго. Все предыдущие стадионы «Альбиона» были близко к центру Уэст-Бромиджа, но в этом случае они нашли место не в городе, а на границах Хэндсворта. Область была покрыта кустарниками боярышника, которые были очищены, чтобы строиться на ней, это дало стадиону имя «Хоторнс». Клуб подписал арендный договор на стадион 14 мая 1900 года, по которому им давалась возможность выкупить его через 14 лет у угольной шахты парка «Сандвелл» «Альбион» действительно выкупил право собственности на территорию в июне 1913 года.
Когда стадион был открыт, он вмещал приблизительно 35 500 зрителей. Первый матч состоялся 3 сентября 1900 года, когда «Альбион» сыграл вничью 1:1 с «Дерби Каунти» перед толпой 20 104 зрителей. В этом противостоянии Стив Блумер забил первый гол на «Хоторнсе» за «Дерби», Чиппи Симмонс забил за «Альбион». Сезон 1900/01 не был успешным, поскольку «Альбион» закончил сезон в конце таблицы и был понижен во Второй дивизион. Их поражение против «Шеффилд Юнайтед» в последний день сезона было засвидетельствовано только 1 050 зрителями., который остается рекордным самым низким посещением стадиона.
Стадион постепенно расширялся, и 1923 году преодолел отметку посещаемости в 50 000 зрителей: матч в Кубке Англии против «Сандерленда» наблюдали с 56 474 человек, «Альбион» победил со счётом 2:1. Первые 60 000+ посещений последовало в 1925 году: 64 612 зрителей наблюдали кубковый матч с «Астон Виллой». Небывалый рекорд обслуживания на «Хоторнс» был установлен 6 марта 1937 года, когда 64 815 зрителей переполнили стадион и смотрели матч «Арсенала» против «Альбиона» в четвертьфинале Кубка Англии, хозяева выиграли со счетом 3:1. Самое высокое посещение, когда была зафиксирована ничья, стал матч против «Вулверхэмптон Уондерерс», закончившийся 1:1, 4 марта 1950 года на нём присутствовало 60 945 зрителей.
В 1949 году стадион стал первым в Великобритании стадионом с электронными турникетами, которые вычисляли посещение болельщиков. В 1957 году были установлены прожекторы, это обошлось в 18 000 £. Первый матч с этими прожекторами состоялся 18 сентября 1957 года: «Альбион» сыграл вичью с лондонским «Челси» 1:1. Вскоре состоялась товарищеская игра с советским ЦСК МО, «Альбион» победил 6:5 перед 53 805 поклонниками.
К началу девяностых вместимость была резко сокращена более чем на 30 000 человек из-за того, что стадион стал разрушаться. После доклада Тэйлора на стадионе стали только сидячие места: Смесик-Энд и одна из любимых трибун болельщиков «Бирмингем-Роуд-Энд» были разрушены, вместимость упала до 25 000 человек. Официально повторное открытие реконструированного стадиона состоялось матчем «Альбиона» против «Бристоль Сити» в День подарков в 1994 году, со счётом 1:0 выиграли хозяева. В середины и в конце 1990-х были предложения от регбийного клуба «Мозли» своместно использовать поле, но они не были приняты. «Альбион» праздновал столетие стадиона 3 сентября 2000 года победой над «Кристал Пэлас» 1:0 в матче Первого дивизиона. В 2001 году трибуна Рэйнбоу была заменена новой восточной трибуной.
Первый матч в рамках Премьер-лиги состоялся на стадионе 24 августа 2002 года: «Альбион» проиграл «Лидс Юнайтед» со счётом 3:1. Игрок «Лидса» Гарри Кьюэлл забил первый гол Премьер-лиги на стадионе. 11 июля 2003 года состоялось открытие ворот Джеффа Асла, которые были названы в честь одного из самых великих игроков «Альбиона». Ворота расположены на Бирмингем-Роуд, близко к Вудмэн-Корнер и образуют вход на автостоянку восточной трибуны.
В 2002 году «Хоторнс» стал первым стадионом, на котором установили широкоформатные экраны. В декабре 2003 года совет директоров представил проекты для увеличения вместимости стадиона до 40 000 зрителей. Однако планам не было суждено сбыться, поскольку «Альбион» вылетел из Премьер-Лиги в 2006 году, и вряд ли они осуществятся, если клуб не будет добиваться новых побед. Были проекты относительно перестройки трибуны Хэлфордса Лейна, но они были отложены из-за того, что президент «Альбиона» Джереми Пис посчитал, что это приведет к слишком большой вместительности стадиона. Трибуна была вместо этого отреставрирована и стала известна как западная трибуна, что привело к окончательной вместимости стадиона в 26 500 человек.

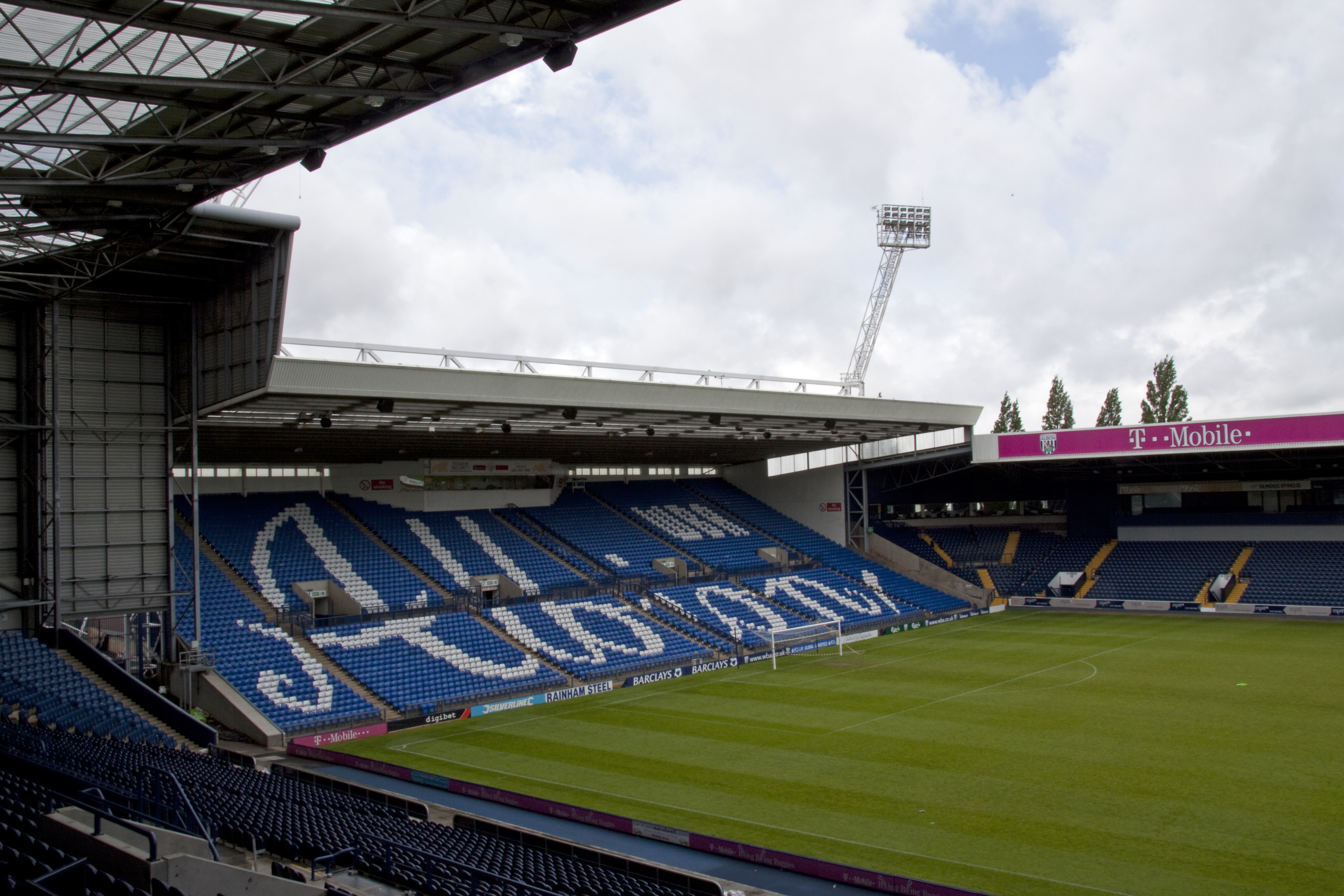
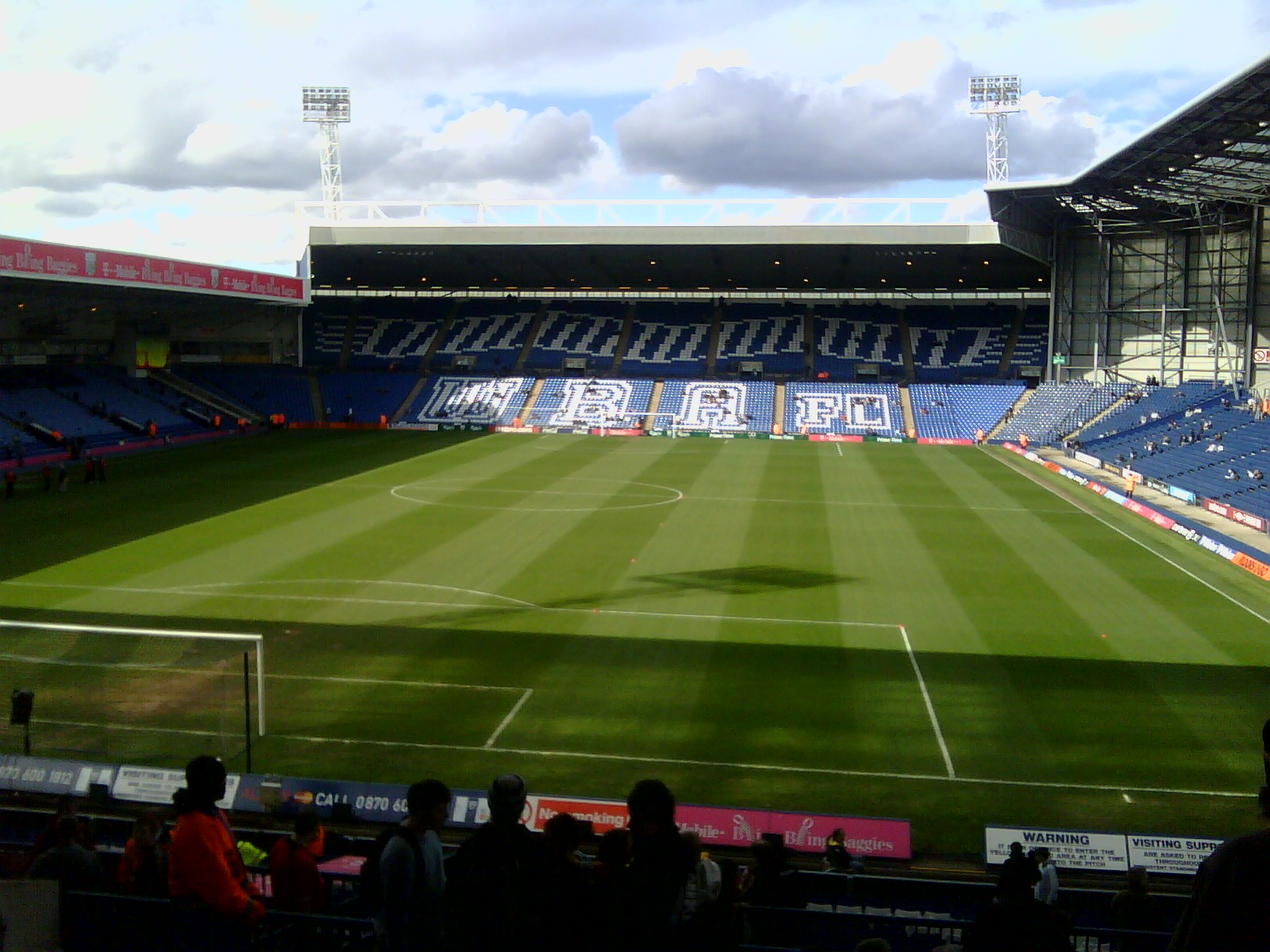
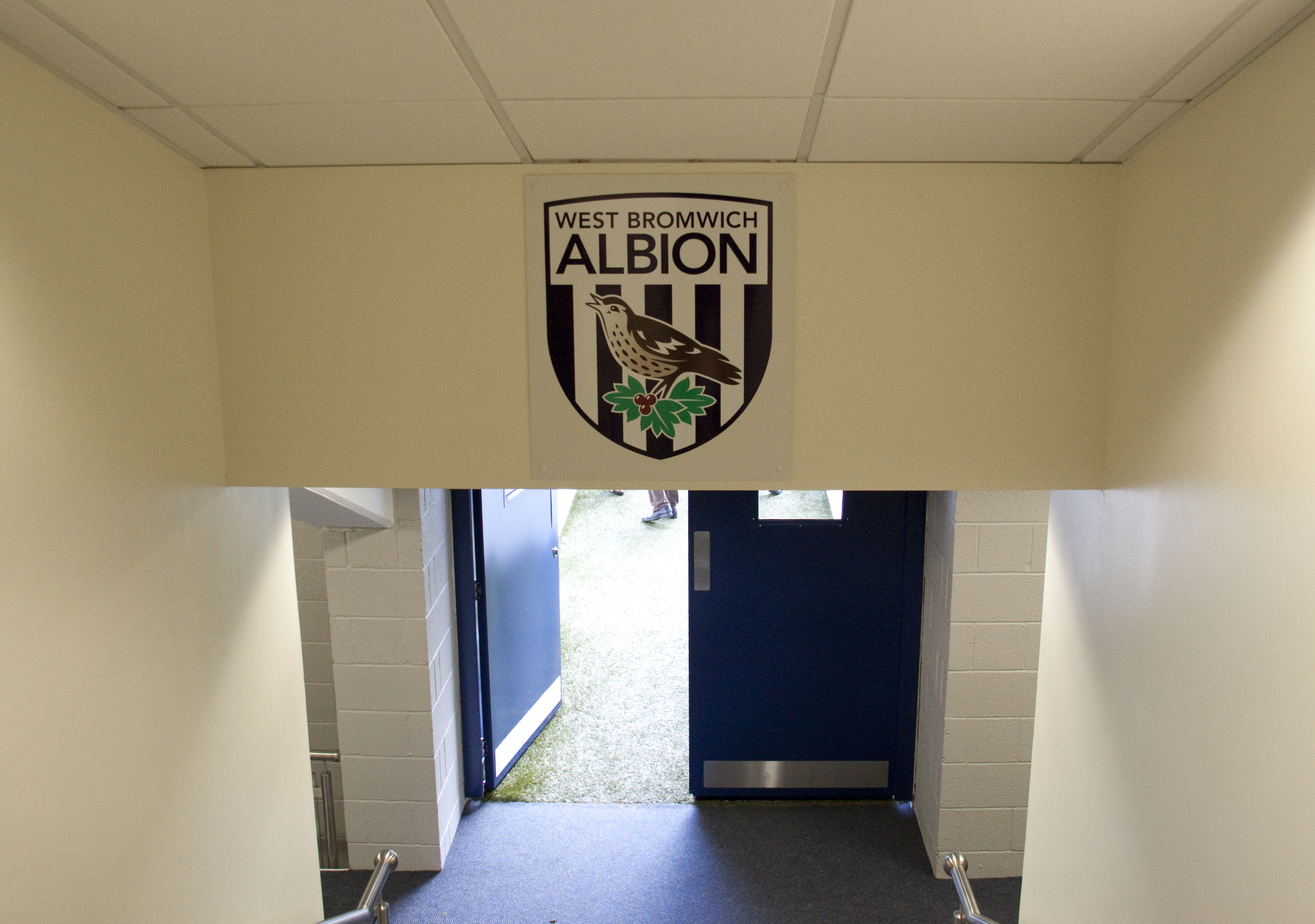
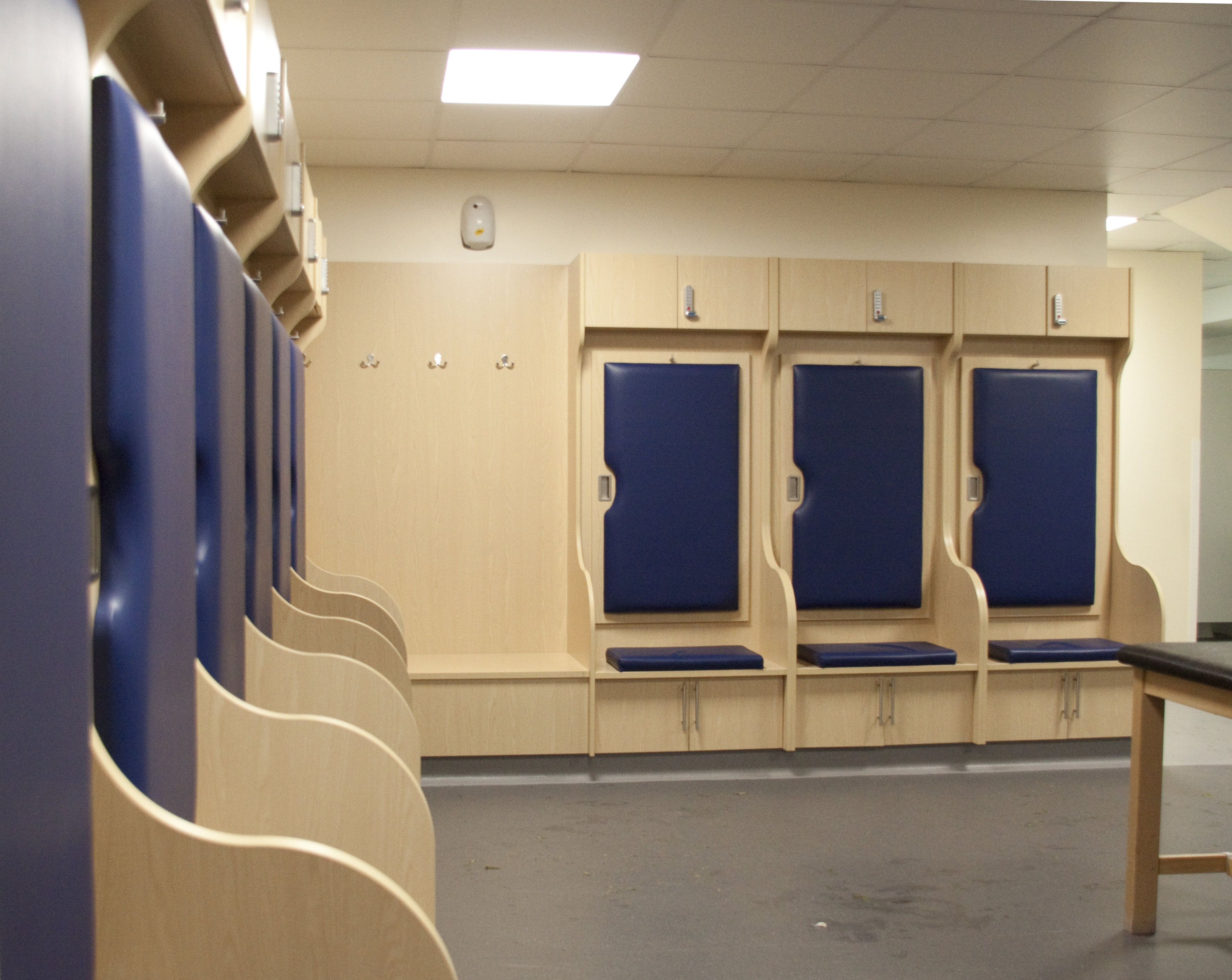

## Трибуны

### Западная трибуна
Построена: 1979—1981

Отреставрирована: 2008

Вместимость: 5 110 мест

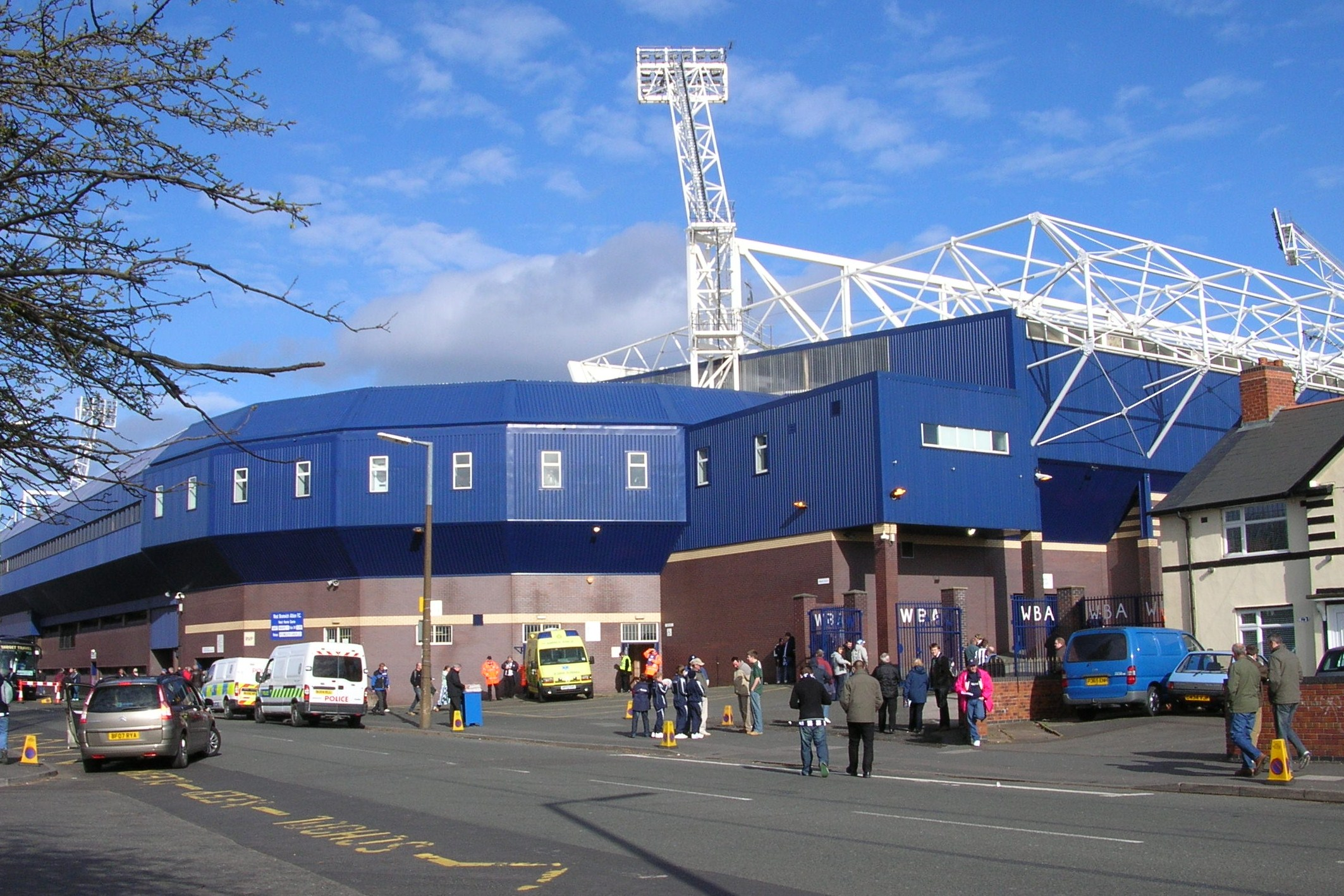
Восточная трибуна и Сметвик-Энд

Официальное название — трибуна Халлфорд-Лэйн. До появления восточной трибуны здесь располагалась VIP-ложа. Здесь также находятся телевизионные камеры, комментаторы и пресса.

### Бирмингем-Роуд-Энд
Построена: 1994

Вместимость: 8 286
Традиционно здесь размещается ядро домашней поддержки «Альбиона», служащее главным источником «альбионского рёва». Между этой трибуной и восточной трибуной находится трибуна Смесик-Энд.

### Сметвик-Энд
Построена: 1994—1995

Вместимость: 5 816

### Восточная трибуна
Построена: 2001

Вместимость: 8 791
Восточной трибуна заменила старую трибуну Рэйнбоу. В ней теперь размещаются офисы правления клуба, магазин клуба, касса клуба. «Крылья» восточной трибуны известны как угол Вудмэн (который соединяется с Бирмингем-Роуд-Энд и назван в честь трактира «Вудмэн», который находился там до 2004 года) и угол Миллениум (смежный с Сметвик-Энд).
Трибуна Рэйнбоу была построена в 1964 году, первоначально была известна как восточная трибуна, но получил своё имя за следующие несколько лет вследствие её ярко нарисованных мест. Первоначально состояла из нижней стоячей секции и верхней сидячей секции. Уничтожена в 2000 году для того, чтобы построить новую трибуну, которая открылась в сезоне 2000-01.

## Рекорды посещения и статистика

### Рекорды посещение
- Максимальное посещение: 64 815 человек, матч против «Арсенала» 6 марта 1937 года (Кубок Англии, шестой раунд).
- Максимальное посещение только с сидячими местами: 27 751 человек, матч против «Портсмута» 15 мая 2005 года (Премьер-лига).

### Среднее посещение по годам
2001/02: 23 655 (Первый дивизион Футбольной лиги, в настоящее время — Чемпионат Футбольной лиги)

2002/03: 26 776 (Премьер-лига)

2003/04: 24 765 (Первый дивизион Футбольной лиги, в настоящее время — Чемпионат Футбольной лиги)

2004/05: 25 987 (Премьер-лига)

2005/06: 25 404 (Премьер-лига)

2006/07: 20 472 (Чемпионат Футбольной лиги)

2007/08: 22 314 (Чемпионат Футбольной лиги)

2008/09: 25 827 (Премьер-лига)

## Другие события
На стадионе проходили не только домашние матчи команды «Вест Бромвич Альбион». Он два раза принимал полуфиналы Кубка Англии. Первый состоялся в 1902 году: «Дерби Каунти» сыграли вничью с «Шеффилд Юнайтед» 1:1. второй прошёл в 1960 году: «Вулверхэмптон Уондерерс» выиграл «Астон Виллу» 1:0 перед 55 596 зрителями. Дважды на нём играла свои матчи сборная Англии: 21 октября 1922 года Англия выиграла Ирландию 2:0, а 8 декабря 1924 года была повержена сборная Бельгии 4:0. Кроме того «Хоторнс» принимал игру второй сборной Англии в феврале 1998 года, когда Англия проиграла Чили 1:2. Два месяца спустя тут же прошёл товарищеский матч женской команды Англии против Италии, итальянки победили 2:1.
Стадион также был местом проведения других спортивных соревнований. В первые годы эксплуатации он использовался для легкоатлетических соревнований. в конце 1970-х «Хоторнс» стал местом проведения крикетного матча между сборными Индии и Пакистана, на стадионе присутствовало 2 641 зритель.

## Транспорт

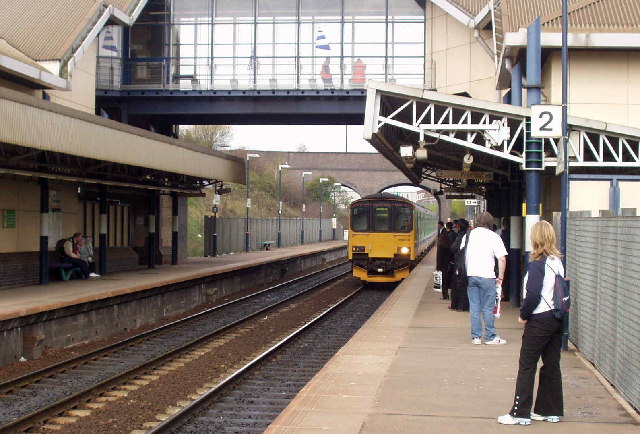
Железнодорожная станция «Хоторнс»

Стадион обслуживает станция «Хоторнс», которая является железнодорожной станцией и центральной остановкой. Находится примерно в 400 метрах от стадиона. Из-за большого количества болельщиков, поезда во время игры ходят через каждые 10 минут. Это сделали для того, чтобы зрителям было удобнее добираться домой.
Автобусные маршруты 74 и 79 доставляют зрителей к стадиону вдоль трассы Бирмингема, идущую между Бирмингемом и Дадли/Вулвергемптоном. Остановка находится на улице Хэлфордс-Лейн, приблизительно за 1 час до начала матча она перекрывается. Стадион находится примерно в мили от автострады M5, соединяющей Уэст-Бромидж с западом Бирмингема.